# Oldtidsgrave i Nysted Sogn
Det Kulturhistoriske Centralregister har 78 optegnelser vedrørende Nysted Sogn, heraf er 9 fund af anden art og hele 64 poster, der vedrører ting, som i dag ikke kan verificeres. Kun 5 poster omhandler oldtidsgrave i sognet, og heraf er én siden noteret forsvundet. 2 er ifølge registret fotograferet i 1982, men eksisterer sandsynligvis ikke mere.
- Nysted Sogn i Det kulturhistoriske Centralregister Arkiveret 18. januar 2005 hos  Wayback Machine

## Langdysse bag Vantorevej nr. 48 – SB1
På marken syd for Vantorevej nr. 48 ligger en langdysse. Den kan ses fra vejen. Dyssen ligger på et mindre og p.t. ubenyttet areal på toppen af en lav skrænt og er forholdsvis velbevaret. 
Højen er undersøgt 5-6 gange af museumsfolk i 1855, 1879, 1954, 1961, 1977 og 1982(?). I Nationalmuseets arkiver findes tegninger fra 1879 og fotografier fra 1982.
Beskrivelse fra 1879: Lille, langagtig firsidet Jættestue i en Jordhøi, omgiven med store Stene. (Fig.) Stuen har en lang Gang, Nord-Syd. Kammeret synes at være udgravet; een af Overliggerne er væltet af. Indhegningen er Kvadratisk og har svære Stene navnlig mod Vest. Høien er saa stærkt overgroet, at Tegningen kun kan være tilnærmelsesvis rigtig. Fredet ved Declaration af 1879.
Beskrivelse fra 1954: Høj, 17 x 13 m, med svær stenkiste, bygget af 9 bæresten med 2 dæksten, hvoraf den ene er sprængt i 2 dele og nedstyret. Randsten: vest 4, syd 10, øst 2, nord 10. Græs og krat, i ager.
- Nysted Sogn SB1
- Nysted Sogn SB1
- Nysted Sogn SB1

- Se beskrivelse og kort (Webside ikke længere tilgængelig)

## Sdr. Kongemarksvej – SB7 ”Sognefogedens dysse”
For enden af Søndre Kongemarksvej ligger resterne af en jættestue ca. 200 m inde på en mark. 
Jættestuen er besøgt af museumsfolk 3-4 gange, 1879, 1954, 1977 og 1982(?).
Beskrivelse 1879: Synlig og antagelig ubeskadiget (1879) Stenbygget Gravkammer med Gang mod Syd, nu tre Overliggere, oprindelig fire. Gangen er tildels borttagen, men Stuen neppe udgravet. Der findes en tegnet plan fra 1879.
Beskivelse 1954: Jættestue i højrest, 7 x 6 m; kammeret af 12 bæresten og 3 dæksten + 1 nedvæltet; ingen gang. Fyldt med sankesten. Krat, i ager. Der findes fotografi(er) fra 1982.
Også i dag ligner jættestuen mest en tilfældig samling sten. Den er tilgroet og meget tætpløjet, men stenene er stadig til stede.
- Nysted Sogn SB7
- Nysted Sogn SB7
- Nysted Sogn SB7

- Se beskrivelse og kort (Webside ikke længere tilgængelig)

## Birkely – SB7a
Inde midt i et nuværende sommerhusområde blev i 1982 fotograferet resterne af en rundhøj. Den kan ikke mere findes, og er muligvis forsvundet.
- Se beskrivelse og kort (Webside ikke længere tilgængelig)

## Bag Vantorevej nr. 41 – SB20
På marken nord for Vantorevej nr. 41 fotograferedes i 1982 resterne af en dysse. Den er ikke mere til stede.
- Se beskrivelse og kort (Webside ikke længere tilgængelig)